# 艾阿里麥納麥體育會
艾阿里麥納麥體育會（阿拉伯語：النادي الأهلي البحريني）是一家位於巴林首都麥納麥的體育俱樂部。他們曾經在巴林足球的頂級聯賽中踢球，但在2011–12賽季的甲級聯賽中獲得第九名後降級到乙級聯賽。俱樂部還派出籃球、手球和排球 等其他運動項目的球員。他們的主場是Al Ahli 體育場，儘管與巴林的所有其他球隊一樣，他們主要在巴林國家體育場進行比賽。

## 榮譽
- 巴林超級足球聯賽: 5

1969, 1972, 1977, 1996, 2010.
- 巴林第二級聯賽: 1

2015.
- 巴林國王盃: 9

1960, 1968, 1977, 1982, 1987, 1991, 2001, 2003, 2024.
- 巴林足總盃: 2

2007, 2016.
- 巴林超級盃: 1

2003.

## 外部連結
- （阿拉伯語） 官方網站